# Commission pour la Constitution
La Commission pour la Constitution, plus souvent appelée la Commission des 75, est une commission qui a été chargée d'élaborer un projet de constitution républicaine. Ses 75 membres ont été choisis parmi les membres de l'Assemblée constituante de la République italienne.

## Histoire
La commission a été créée le 15 juillet 1946 et devait achever ses travaux le 20 octobre de la même année.
La commission était présidée par Meuccio Ruini, ancien président du Conseil d'État, et était organisée en trois sous-commissions : 
- la première, sur les droits et les devoirs des citoyens, présidée par Umberto Tupini ;
- la deuxième, sur l'organisation constitutionnelle de l'État, présidée par Umberto Terracini ;
- la troisième, sur les relations économiques et sociales, présidée par Gustavo Ghidini.

Un comité de rédaction (connu sous le nom de "Comité des 18") est également créé, formé par le Bureau de la Commission des 75 et élargi à des représentants de tous les groupes politiques. Cette commission a été chargée de coordonner les textes issus des sous-commissions en un texte unifié qui faciliterait la discussion.
Les travaux de la Commission des 75 ont duré jusqu'au 1er février 1947. L'Assemblée constituante (présidée par Terracini lui-même, qui venait de remplacer le démissionnaire Giuseppe Saragat), entame la discussion générale sur le projet de Constitution le 4 mars 1947 et la conclut par l'approbation finale le 22 décembre de la même année.

## Composants
Voici les membres de la Commission des 75, répartis par groupe politique :
Gruppo democristiano (26 membres)
- Gaspare Ambrosini
- Giuseppe Maria Bettiol (remplace Giacinto Froggio, démissionnaire le 10 avril 1947, qui avait remplacé Ezio Vanoni, devenu ministre le 6 février 1947)
- Pietro Bulloni
- Giuseppe Cappi
- Giuseppe Caronia (remplace à partir du 22 février 1947 Giuseppe Togni, qui devient sous-secrétaire d'État)
- Giuseppe Codacci Pisanelli
- Camillo Corsanego
- Luigi De Michele
- Francesco Dominedò
- Giuseppe Dossetti
- Maria Federici
- Giacinto Froggio (remplace à partir du 2 juillet 1947 Umberto Tupini, qui devient ministre)
- Giuseppe Fuschini
- Angela Gotelli (remplace à partir du 6 février 1947 Carmelo Caristia, démissionnaire)
- Giorgio La Pira
- Giovanni Leone
- Salvatore Mannironi
- Giuseppe Micheli (remplace à partir du 22 février 1947 Umberto Merlin, qui devient sous-secrétaire d'État)
- Aldo Moro
- Costantino Mortati
- Attilio Piccioni
- Giuseppe Rapelli
- Ferdinando Storchi (remplace à partir du 2 juillet 1947 Amintore Fanfani, qui devient ministre)
- Emilio Paolo Taviani
- Egidio Tosato
- Giovanni Uberti (remplace Giovanni Ponti, démissionnaire le 24 juillet 1946)

Gruppo comunista (13 membres)
- Giuseppe Di Vittorio (remplace Mario Assennato, démissionnaire le 10 décembre 1946, qui avait lui-même remplacé Di Vittorio le 24 septembre 1946)
- Edoardo D'Onofrio (remplace à partir du 27 février 1947 Umberto Terracini.])
- Antonio Giolitti (remplace à partir du 29 mai 1947 Riccardo Ravagnan, démissionnaire)
- Ruggero Grieco (Vice-président)
- Nilde Iotti
- Vincenzo La Rocca
- Renzo Laconi (remplace Fabrizio Maffi, démissionnaire le 19 septembre 1946)
- Concetto Marchesi
- Guido Molinelli (a remplacé Carlo Farini, démissionnaire le 30 mai 1947, qui avait remplacé Giorgio Amendola, démissionnaire le 19 septembre)
- Umberto Nobile
- Teresa Noce
- Antonio Pesenti (remplacé à partir du 10 décembre 1946 Bruno Corbi, qui avait démissionné le 24 septembre 1946, qui avait remplacé Pesenti lui-même, démissionnaire)
- Palmiro Togliatti

Partito Socialista Italiano (7 membres)
- Leonetto Amadei (remplace à compter du 10 décembre 1946 Giovanni Lombardi, décédé, qui avait remplacé Alessandro Pertini, démissionnaire le 25 juillet 1946)
- Lelio Basso
- Michele Giua
- Ivan Matteo Lombardo
- Pietro Mancini
- Angelina Merlin
- Ferdinando Targetti

Partito Socialista Lavoratori Italiani (6 membres)
- Alessandro Bocconi
- Emilio Canevari
- Eduardo Di Giovanni (remplace à partir du 11 septembre 1946 Alberto Simonini, démissionnaire)
- Gustavo Ghidini (Vice-président)
- Edgardo Lami Starnuti
- Paolo Rossi

Gruppo Repubblicano (4 membres)
- Giovanni Conti
- Francesco De Vita (disqualifié comme sous-secrétaire depuis le 22 décembre 1947)
- Tomaso Perassi (Secrétaire)
- Oliviero Zuccarini

Unione Democratica Nazionale (4 membres)
- Aldo Bozzi
- Giuseppe Paratore
- Giovanni Porzio
- Vito Reale (remplace à partir du 16 juin 1947 Giuseppe Grassi (homme politique), qui devient ministre)

Gruppo Autonomista (3 membres)
- Giulio Bordon
- Piero Calamandrei
- Emilio Lussu

Fronte liberale democratico dell'Uomo Qualunque (3 membres)
- Francesco Colitto
- Francesco Marinaro (Secrétaire)
- Ottavio Mastrojanni

Gruppo Liberale (3 membres)
- Bartolomeo Cannizzo (remplace Gennaro Patricolo, démissionnaire le 14 décembre 1946, qui avait remplacé Ottavia Penna Buscemi, démissionnaire le 24 juillet 1946)
- Orazio Condorelli (remplace à partir du 17 octobre 1947 Roberto Lucifero d'Aprigliano, démissionnaire)
- Guido Cortese (remplace à partir du 27 juin 1947 Luigi Einaudi, devenu ministre)

Gruppo misto (3 membres)
- Gustavo Fabbri
- Andrea Finocchiaro Aprile
- Meuccio Ruini (Président)

Democrazia del Lavoro (2 membres)
- Mario Cevolotto
- Enrico Molè

Unione Nazionale (1 membre)
- Pietro Castiglia

## Sources
- (it) Cet article est partiellement ou en totalité issu de l’article de Wikipédia en italien intitulé « Commissione per la Costituzione » (voir la liste des auteurs).